# Johann Heinrich Wilmerding

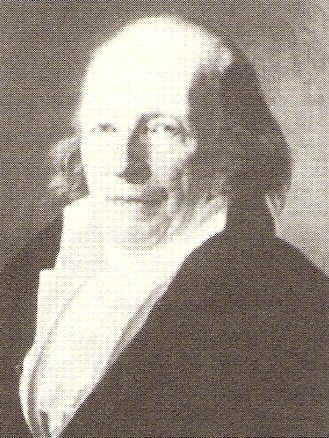
Johann Heinrich Wilmerding

Johann Heinrich Wilmerding (* 8. April 1749 in Braunschweig; † 14. April 1828 ebenda) war von 1782 bis 1808 Bürgermeister und von 1814 bis 1825 Stadtdirektor der Stadt Braunschweig.

## Leben und Werk
Der Sohn des Braunschweiger Bürgermeisters Johann Heinrich Wilmerding (1705–1782) besuchte das Martineum in seiner Heimatstadt und studierte anschließend Rechtswissenschaften in Leipzig und Göttingen.

### Braunschweiger Bürgermeister
Er war in Braunschweig als Rechtsanwalt tätig, bevor er Sekretär beim Obergericht des Braunschweiger Magistrats wurde. Wilmerding wurde Direktor des Untergerichts und 1782 Bürgermeister und Syndikus des Obergerichts. Zeitgleich war er Präsident des fürstlichen Obersanitätskollegiums.

### Privatmann zur Zeit des Königreiches Westphalen
Nach der 1807 erfolgten Einrichtung des napoleonischen Königreichs Westphalen, welchem Braunschweig als Département Oker zugeschlagen wurde, zog sich Wilmerding aus seinen Ämtern zurück und legte auch das Mandat im Braunschweigischen Landtag nieder. Er blieb von 1808 bis 1813 lediglich Mitglied des Departementrates des Okerdepartements sowie der Reichsstände des Königreichs Westphalen. In dieser Funktion war er 1808 und 1810 Teilnehmer der Sitzungen des westphälischen Reichstages. Als vermögender Privatmann forschte er im Stadtarchiv nach dem Umfang des städtischen Vermögens vor der herzoglichen Inbesitznahme Braunschweigs im Jahre 1671. Die Forschungen betrieb er im Hinblick auf eine mögliche zukünftige Wiederherstellung der städtischen Selbstverwaltung und die Einforderung alter Rechte und Besitzungen.

### Braunschweiger Stadtdirektor
Nach der Auflösung des Königreichs Westphalen im Jahre 1813 und der Wiederherstellung der braunschweigischen Landesherrschaft wurde Wilmerding 1814 „Stadtdirektor“. Er war Vorsitzender des vollständig unter herzoglichem Einfluss stehenden Stadtgerichts. Wilmerding betrieb die städtische Selbstverwaltung, welche 1823 durch Verabschiedung der Gesetze über die Trennung von Justiz und Verwaltung verankert wurde. Am 1. Oktober 1825 wurde der Stadtmagistrat als kollegiale Verwaltungsbehörde gebildet, dessen Direktor auf Betreiben Wilmerdings Wilhelm Bode wurde. Wilmerding war bereits am 30. September 1825 in den Ruhestand getreten und gab auch die seit 1819 erneut bestehende Mitgliedschaft im Braunschweigischen Landtag auf. Er starb 1828 in Braunschweig.
Nach ihm ist die Wilmerdingstraße in Braunschweig benannt.